# Modesto
Modesto – wieś w Stanach Zjednoczonych, w stanie Illinois, w hrabstwie Macoupin.
W mieście rozwinął się przemysł spożywczy oraz chemiczny.